# ب‌ام‌و نیو سیکس

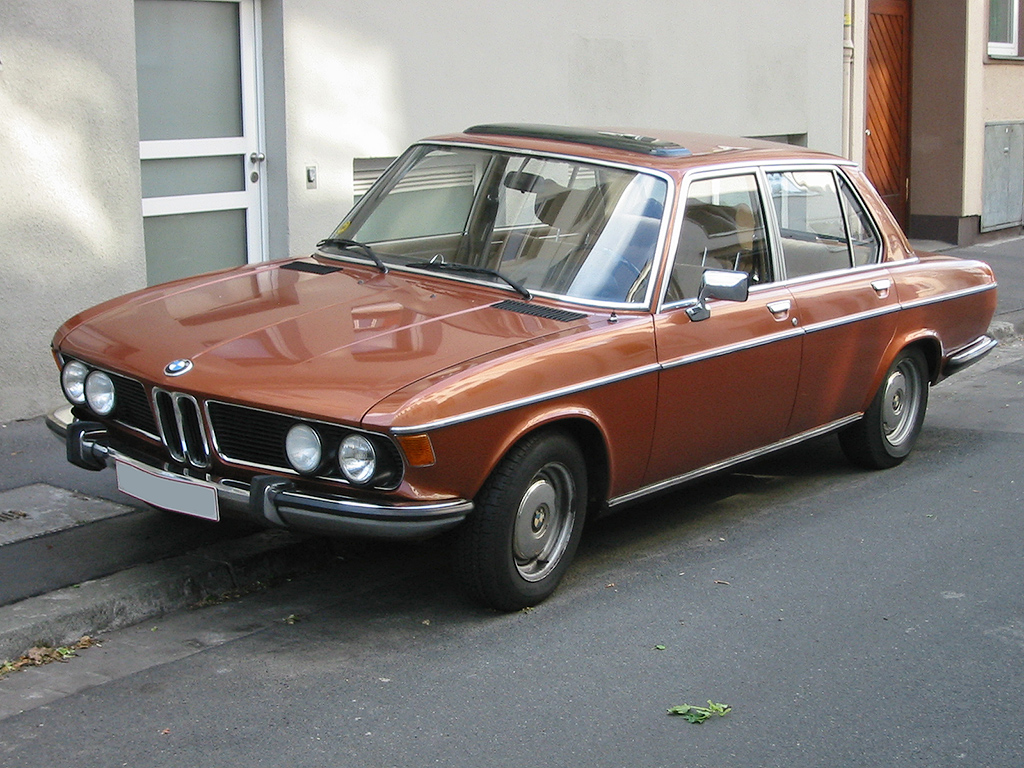

ب‌ام‌و نیو سیکس (BMW New Six) خودرویی است که در سال‌های ۱۹۶۸ تا ۱۹۷۷تولید شده‌است.
طراحی آن خودروهای موتور جلو-محور عقب بوده است. سیستم جعبه‌دندهٔ آن ۴ دنده به صورت دستی است.